# يونسكو
منظمة الأمم المتحدة للتربية والعلم والثقافة (بالإنجليزية: United Nations Educational, Scientific and Cultural Organization) أو ما يعرف اختصاراً بالـيونسكو (موقع تراث عالمي)، هي وكالة متخصصة تتبع منظمة الأمم المتحدة تأسست عام 1945. هدف المنظمة الرئيسي هو المساهمة بإحلال السلام والأمن عن طريق رفع مستوى التعاون بين دول العالم في مجالات التربية والتعليم والثقافة لإحلال الاحترام العالمي للعدالة ولسيادة القانون وحقوق الإنسان ومبادئ الحرية الأساسية. تترأسها حالياً الفرنسية أودري أزولاي بعد فوزها في الانتخابات التي أجريت عام 2017 م، حيث حصلت على 30 صوتاً متقدمة بذلك على المرشح القطري حمد بن عبد العزيز الكواري بفارق صوتين.
تتبع اليونسكو 195 دولة. يقع مقرها الرئيسي في باريس. ولليونسكو أيضاً أكثر من 50 مكتباً وعدة معاهد تدريسية حول العالم. للمنظمة خمسة برامج أساسية هي التربية والتعليم، والعلوم الطبيعية، والعلوم الإنسانية والاجتماعية، والثقافة، والاتصالات والإعلام. تدعم اليونسكو العديد من المشاريع كمحو الأمية والتدريب التقني وبرامج تأهيل وتدريب المعلمين، وبرامج العلوم العالمية، والمشاريع الثقافية والتاريخية، واتفاقيات التعاون العالمي للحفاظ على الحضارة العالمية والتراث الطبيعي وحماية حقوق الإنسان.
كانت المنظمة مثيرةً للجدل بشكل كبير على مر الزمن. خلال السبعينيات والثمانينيات اعتقدت الدول الغربية وبخاصة الولايات المتحدة الأمريكية وبريطانيا، أن المنظمة مستغلة من قبل الشيوعيين، ودول العالم الثالث لمهاجمة الغرب، الأمر الذي حدى بالمنظمة لتطوير خطة سميّت بالنظام العالمي الجديد لإيقاف الأكاذيب المزعومة والمعلومات المضللة التي انتشرت عن مسألة تطوير دول العالم. رفض الغرب هذه الخطة بحجة أنها محاولة من دول العالم الثالث والدول الشيوعية لتدمير حرية الإعلام فانسحبت أمريكا من المنظمة عام 1984 م وتلتها بريطانيا عام 1985 م. اتهمت اليونسكو أيضاً من البعض بالبيروقراطية.
إحدى مهام اليونسكو هي أن تعلن قائمة مواقع التراث الثقافي العالمي. هذه المواقع هي مواقع تاريخية أو طبيعية وحمايتها وإبقاءها سليمة هو أمر يطالب به المجتمع الدولي وليس من مهام المنظمة حماية هذه الأماكن.
في كل سنة تحاول المنظمة النهوض بحرية التعبير وحرية الإعلام باعتبار أنهما من مبادئ حقوق الإنسان الأساسية عن طريق اليوم العالمي لحرية الإعلام في الثالث من مايو من كل سنة. يقام هذا الحدث للاحتفال والتركيز على أهمية حرية الإعلام كمبدأ أساسي لأي مجتمع سليم حر ديمقراطي.
عادت للمنظمة كل من بريطانيا عام 1997 والولايات المتحدة عام 2003. انسحبت الولايات المتحدة في أكتوبر 2017 مجدداً من اليونسكو متهمةً المنظمة بالعداوة والتحيز ضد إسرائيل، فيما أعلنت الأخيرة انسحابها رسمياً في 1 يناير 2019. وبعد ذلك انسحبت الولايات المتحدة مرة أخرى في يوليو 2025. 

## تاريخها

### أصولها
يمكن إرجاع أصول اليونسكو وأهدافها المتمثلة في تحقيق للتعاون الدولي إلى قرار عصبة الأمم في 21 سبتمبر 1921 بانتخاب لجنة لدراسة جدوى مشاركة الأمم لثقافاتها وإنجازاتها العلمية والتعليمية. نشأ هذا الكيان الجديد، اللجنة الدولية للتعاون الفكري (آي سي آي سي) في عام 1922، وانضم إلى عضويته شخصيات من أمثال هنري بيرغسون، وألبرت آينشتاين، وماري كوري، وروبرت إيه. ميليكان، وغونزاغ دي رينولد (لتكون بذلك لجنة صغيرة من عصبة الأمم تتمركز بالأساس في غرب أوروبا). أنشئت بعدها المؤسسة الدولية للتعاون الفكري (آي آي آي سي) في باريس في التاسع من أغسطس 1925، لتأخذ دور الذراع التنفيذية للجنة الدولية للتعاون الفكري. ولكن اندلاع الحرب العالمية الثانية أثر بشكل كبير على عمل هاتين المنظمتين اللتين تشكلان سلفًا لليونسكو. أما فيما يخص المبادرات خاصة، فقد بدأ المكتب الدولي للتعليم (آي بي إي) العمل كمنظمة غير حكومية في خدمة التنمية التعليمية الدولية منذ ديسمبر 1925 وانضم إلى اليونسكو في عام 1969، بعد أن أسسا لجنة مشتركة في عام 1952.

### النشأة
بعد توقيع ميثاق الأطلسي وإعلان الأمم المتحدة، بدأ مؤتمر تحالف وزراء التعليم (سي إيه إم إي) بعقد الاجتماعات في لندن، واستمر كذلك من 16 نوفمبر 1942 حتى 5 ديسمبر 1945. في 30 أكتوبر 1943، عبر عن ضرورة إيجاد منظمة دولية في إعلان موسكو، الذي وافقت عليه الصين والمملكة المتحدة والولايات المتحدة والاتحاد السوفييتي. تبعت ذلك اقتراحات مؤتمر دمبارتون أوكز في 9 أكتوبر 1944. بعد اقتراح مؤتمر تحالف وزراء التعليم وبالاتفاق مع توصيات مؤتمر الأمم المتحدة للتنظيم الدولي (يو إن سي آي أو)، المعقود في سان فرانسيسكو خلال الفترة بين أبريل ويونيو 1945، عقد مؤتمر للأمم المتحدة لتأسيس منظمة تعليمية وثقافية (إي سي أو/سي أو إن إف) في لندن 1-16 نوفمبر 1945 بحضور ممثلين عن 44 حكومة. كان لراب بتلر، وزير التعليم في المملكة المتحدة آنذاك، دور كبير في تطوير فكرة اليونسكو. قدم دستور اليونسكو في مؤتمر الأمم المتحدة لتأسيس منظمة تعليمية وثقافية ووقعت عليه 37 دولة، وأسست حينها لجنة تحضيرية. عملت اللجنة التحضيرية بين 16 نوفمبر 1945 و4 نوفمبر 1946 -تاريخ إنفاذ دستور اليونسكو مع إقرار التعديل العشرين من قبل دولة عضو.
عقد المؤتمر العام الأول في 19 نوفمبر حتى 10 ديسمبر 1946، وانتخب د. جوليان هكسلي أمينًا عامًّا. عدل الدستور في نوفمبر 1954 عندما قرر المؤتمر العام أن أعضاء المجلس التنفيذي سيكونون ممثلين عن حكومات الدول التي يأتون منها ولن يعود قرارهم -كما كان سابقًا- قرارًا شخصيًّا. هذا التغيير في طريقة الإدارة ميز اليونسكو عن سابقتها -اللجنة الدولية للتعاون الفكري- في كيفية عمل الدول الأعضاء في مجالات اختصاص المنظمة. مع عمل الدول الأعضاء معًا على مر الزمن لتحقيق مهمة اليونسكو، فقد شكلت عوامل سياسية وتاريخية عمليات المنظمة وعلى الأخص خلال الحرب الباردة، وعملية إنهاء الاستعمار، وحل الاتحاد السوفييتي.
تطورها
من بين إنجازات المنظمة عملها ضد التمييز العرقي، مثلًا عن طريق بيانات مؤثرة عن العرق بدءًا بإعلان بيان علماء علم الإنسان (الأنثروبولوجيا)، ومن بينهم كلود ليفي ستروس وعلماء آخرون، في عام 1950 وانتهاءً بإعلان عام 1978 عن العرق والظلم العرقي. في 1956، انسحبت جمهورية جنوب أفريقيا من اليونسكو قائلةً إن بعض منشورات المنظمة تعد «تدخلًا» في «المشاكل العرقية» للبلاد. عادت جنوب أفريقيا لتنضم إلى المنظمة في عام 1994 تحت قيادة نلسون مانديلا.
ضمت الأعمال الأولى لليونسكو في مجال التعليم المشروع الرائد في التعليم الأساسي في وادي ماربيال، هايتي، الذي انطلق عام 1947. تبع هذا المشروع بعثات لخبراء في بلدان أخرى، من بينها على سبيل المثال بعثة لأفغانستان 1949. في عام 1948، أوصت اليونسكو الدول الأعضاء بجعل التعليم الابتدائي المجاني إجباريًّا وشاملًا. في عام 1990، أطلق مؤتمر العالم للتعليم للجميع في جومتين، تايلندا، حركةً عالمية لتوفير التعليم الأساسي لجميع الأطفال واليافعين والبالغين. بعد عشر سنوات، قاد منتدى التعليم العالمي المعقود في داكار، السنغال، الدول الأعضاء إلى الالتزام بتحقيق التعليم الأساسي للجميع بحلول عام 2015.
من بين أولى نشاطات اليونسكو في المجال الثقافي حملة النوبة التي انطلقت في عام 1960. كان هدف الحملة نقل معبد أبو سنبل لمنع غرقه في نهر النيل عقب إنشاء سد أسوان. خلال الحملة التي دامت 20 عامًا، نقل 22 صرح ومجمع معماري. كانت هذه الحملة الأولى والأكبر في سلسلة من الحملات التي من بينها موهينجو-دارو (باكستان)، فاس (المغرب)، كاثموندو (نيبال)، بوروبودور (إندونيسيا)، وأكروبوليس (اليونان). أدى عمل المنظمة على التراث الحضاري إلى تبنيها، في عام 1972، للمؤتمر المعني بحماية الإرث الثقافي والطبيعي للعالم. أسست لجنة التراث العالمي في عام 1976 وبدأ تدوين أولى المواقع في لائحة التراث العالمي في عام 1978. منذ ذلك الحين استخدمت الدول الأعضاء في اليونسكو أدوات قانونية مهمة في ما يخص التراث الحضاري والتنوع في عام 2004 (مؤتمر حماية التراث الثقافي غير المادي) وفي عام 2005 (مؤتمر حماية وتعزيز تنوع أشكال التعبير الثقافي).
أدى لقاء حكومي لليونسكو عقد في باريس في ديسمبر 1951 لإنشاء اللجنة الأوروبية للأبحاث النووية، التي كانت وراء تأسيس المنظمة الأوروبية للأبحاث النووية (سيرن) بعد ذلك في عام 1954.
برامج المناطق القاحلة، 1948-1966، مثال آخر على أوائل المشاريع الكبرى لليونسكو في مجال العلوم الطبيعية. في عام 1968، نظمت اليونسكو أول مؤتمر حكومي بهدف التنمية والتصالح مع البيئة، وهي مشكلة لا تزال مطروحة في مجال التنمية المستدامة. النتيجة الرئيسية لمؤتمر عام 1968 كانت إنشاء برنامج اليونسكو للإنسان والغلاف الحيوي.
في مجال الاتصالات، كان «التدفق الحر للأفكار عن طريق الكلمات والصور» في دستور اليونسكو منذ بدايتها، عقب تجربة في الحرب العالمية الثانية حين كانت السيطرة على المعلومات عاملًا أساسيًّا في تحفيز الشعوب على العنف. في السنوات التي عقبت الحرب العالمية الثانية مباشرةً، كانت الجهود تتركز على إعادة البناء وتحديد الاحتياجات لوسائل اتصال واسعة الانتشار حول العالم. بدأت اليونسكو تنظم تدريبات وبرامج تعليمية للصحفيين في خمسينيات القرن العشرين. استجابةً لنداءات تدعو لإقامة «نظام معلومات وتواصل عالمي جديد» في أواخر سبعينيات القرن العشرين، أسست اليونسكو لجنة دولية لدراسة مشاكل الاتصال، وقد أنتجت تقرير ماكبرايد عام 1980 (سمي تيمنًا برئيس اللجنة، الحائز على جائزة نوبل للسلام، شون ماكبرايد). في نفس السنة، أنشأت اليونسكو البرنامج الدولي لتنمية الاتصال (آي بّي دي سي)، وهو منتدى تعددي مصمم لترويج التنمية الإعلامية في الدول النامية. في عام 1991، تبنى مؤتمر اليونسكو العام إعلان ويندهوك بشأن استقلال الإعلام والتعددية، ما أدى بالهيئة العامة للأمم المتحدة لإعلان تاريخ تبني الإعلان، 3 مايو، يوماً عالميًّا لحرية الصحافة. منذ 1997، بدأت اليونسكو بمنح جائزة اليونسكو / غييرمو كانو لحرية الصحافة العالمية في الثالث من مايو في كل عام. في الفترة المؤدية للقمة العالمية لمجتمع المعلومات في 2003 (جنيف) و2005 (تونس)، أعلنت اليونسكو برنامج المعلومات للجميع.

## نشاطاتها
تطبق اليونسكو نشاطاتها من خلال خمس برامج: التعليم، العلوم الطبيعية، العلوم الاجتماعية والإنسانية، الثقافة، التواصل والمعلومات.
تدعم اليونسكو الأبحاث في التعليم المقارن، وتوفر الخبراء وترعى الشراكات لتقوية القيادة التعليمية الوطنية وقدرة البلدان على توفير تعليم جيد للجميع. وهذا يشمل:
- كرسي اليونسكو، وهو شبكة دولية من 644 كرسي لليونسكو، تضم أكثر من 770 مؤسسة في 126 دولة
  - منظمة الحفاظ على البيئة
  - الاتفاقية الخاصة بمكافحة التمييز في مجال التعليم لعام 1960
  - منظمة المؤتمر الدولي الخاص بتعليم البالغين (كونفينتيا) كل 12 عامًا
  - نشر تقرير التعليم للجميع العالمي للرقابة
  - نشر وثيقة الأركان الأربعة للتعليم
  - شبكت المدارس المرتبطة باليونسكو، وهي شبكة دولية من 8,000 مدرسة في 170 دولة
  - ليس من اختصاصات اليونسكو اعتماد مؤسسات التعليم العالي.
  - تصدر اليونسكو أيضًا بيانات عامة لتثقيف العامة:
  - بيان إشبيلية الخاص بالعنف: بيان تبنته اليونسكو في 1989 لدحض الادعاء بأن البشر ميالون بطبيعتهم الحيوية للعنف المنظم

تخصيص مشاريع وأماكن ذات أهمية ثقافية وعلمية خاصة مثل:
- شبكة الحدائق الجيولوجية العالمية
  - احتياطي الغلاف الحيوي، عن طريق البرنامج الخاص بالإنسان والغلاف الحيوي (ماب) منذ 1971
- مدينة الأدب؛ في 2007، كانت أول مدينة تمنح هذا اللقب إدنبرة، موقع أول مكتبة تداولية في اسكتلندا. في 2008، أصبحت مدينة آيوا في ولاية آيوا الأمريكية مدينة الأدب.
  - مشاريع اللغات المهددة بالانقراض والتنوع اللغوي
  - روائع التراث الشفهي اللامادي للإنسانية
  - سجل ذاكرة العالم الدولي منذ 1997
  - إدارة موارد المياه، من خلال البرنامج الهيدرولوجي الدولي، منذ 1965
  - مواقع التراث العالمي[57]
  - المكتبة الرقمية للعالم

## الأمين العام
ترأس المنظمة الفرنسية أودري أزولاي التي أُنتخبت سنة 2017 م.

## وصلات خارجية
- الموقع الرسمي لليونسكو بالعربية
- الصفحة الرئيسة للمكتبة الرقمية العالمية
- ما هي اليونسكو